# Игаргар
Игаргар (на френски: Igharghar) е суха долина (уад) в Алжир, една от най-големите в Сахара и в света. Дължината ѝ е над 1100 km. Сухата долина Игаргар води началото си на около 1990 m н.в. от серния склон на масива Атакор (най-високата част на пустинния планинския масив Ахагар). По цялото си протежение тя има северно направление, като се врязва дълбоко и образува големи каньони и дефилета по северния склон на Ахагар. На около 28° с.ш. излиза от планините, пресича от юг на север една от най-големите пясъчни пустини в света – Голям Източен ерг и завършва в оазиса Тугурт на около 33° с.ш., на 95 m н.в. През плейстоцена, когато климатът е бил много по-влажен, по долината е текла постоянна река, която е завършвала в сегашното временно солено езеро Шот Мелрир, разположено на 100 km по̀ на север от оазиса Тугурт. Постоянно водно течение има само в най-горната част на долината (около 100 km). По време на епизодични поройни дъждове, случващи се на около 10 години по веднъж, дъждовните води напълват цялата долина, достигат до пустинята Голям Източен ерг и потъват в нейните пясъци. В сухата долина Игаргар се „вливат“ няколко други големи сухи долини (уади): леви –Таремерти Акли, Гарис; десни – Алухадж, Теджерт, Ин Декак. Има предположение, че пясъците на пустинята Голям Източен ерг са навяти от ветровете, които са ги пренесли от горното и средното течение на долината на Игаргар.